# Messerschmitt Me 209
Messerschmitt Me 209 був одномоторним гоночним літаком який був розроблений для встановлення рекордів швидкості. Цей Me 209 був зовсім новим літаком який призначався Мессершміттом стати інструментом пропаганди. Крім того літак розроблявся лише для встановлення рекордів швидкості, сподівалися, що назва буде пов'язуватися з Bf 109, який вже перебував на службі.
Позначення Me 209 було дано в цілях пропаганди щоб викликати плутанину з Messerschmitt Bf 109, основним винищувачем Люфтваффе періоду Другої світової війни. Пізніше цю назву використали для наступника Bf 109.

## Розробка та виробництво
Позначення Me 209 використовували для двох окремих проектів часів Другої світової війни. Перший був літаком з одним двигуном для встановлення рекордів, який зовсім не був готовий для використання у бою. Другий Me 209 був проектом який повинен був замінити успішний Messerschmitt Bf 109, який був основним винищувачем Люфтваффе під час війни.
Розроблений у 1937 Me 209 був літаком який нічим не був пов'язаний з Bf 109. Він був створений для встановлення рекордів швидкості. Він мав лише двигун Daimler-Benz DB 601 такий самий як і Bf 109, який на Me 209 мав парове охолодження. Віллі Мессершмітт розробив маленький літак з кормовим розташуванням кабіни перед хрестоподібною хвостовою секцією. На відміну від Bf 109, Me 209 мав широке розташування шасі, яке складалося до середини у секцію крила.

### Випробування

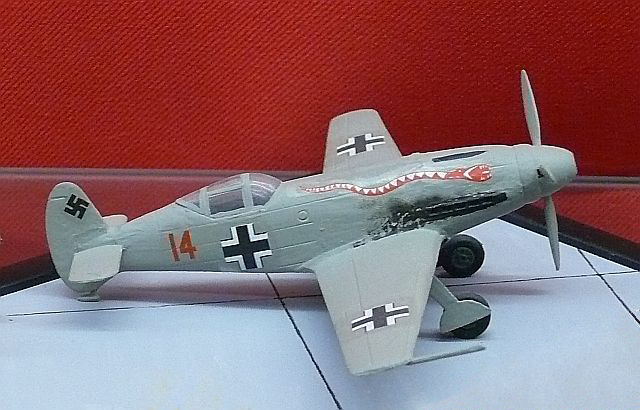
Модель літака у камуфляжі часів Другої світової війни

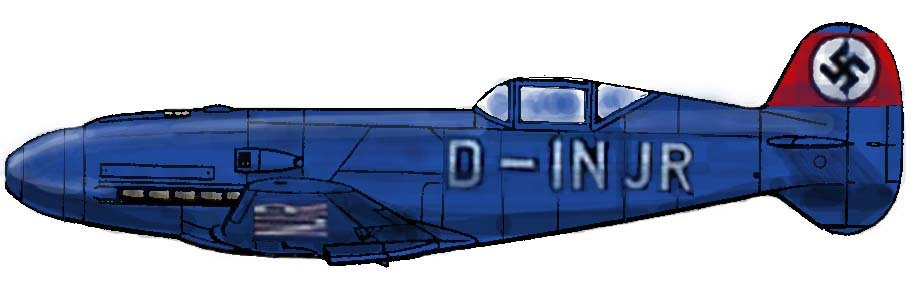
Фарбування та позначення Messerschmitt Me 209 V1

Літак досягнув своєї мети коли пілот-випробувач Фріц Вендель досягнув на ньому рекорда швидкості майже у 756 км/год 26 квітня 1939, отримавши цивільне німецьке позначення D-INJR. Рекорд зміг побити інший поршневий двигун лише 16 вересня 1969 на модифікованому літаку Даррила Грінмайєра Conquest I F8F Bearcat, який зараз знаходиться на виставці Смітсонівського НМАК США. Рекорд швидкості Me 209 V1 був перевищений через вісімнадцять місяців пілотом Гейні Діттмаром, який на іншому літаку Мессершмітта, прототипі ракетного винищувача Me 163A V4, досягнув швидкості у 1004 км/год у жовтні 1941.
Ідея перетворити гоночний Me 209 на винищувач з'явилась  під час битви за Британію, Bf 109 не зміг отримати перевагу на літаками Королівських ВПС Supermarine Spitfire. Але маленький літак не підходив для використання у бою. Майже вся площина крил була заповнена системою охолодження двигуна, а тому не давала змоги встановити озброєння на крила. Літак також погано показував себе у польоті та дуже складне керування на землі. Тим не менш, команда Мессершмітта зробила кілька спроб покращити продуктивність літака збільшивши крила, вертикальний стабілізатор та встановивши два 7,92 мм кулемета MG 17 у капоті двигуна. Проте, у різних модифікаціях з'явилася така вага, що Me 209 став повільнішим ніж Bf 109E. Скоро проект першого Me 209 було скасовано.

### Пропагандистське використання
Позначення Me 209 використовувалося Мессершміттом у якості пропаганди. Крім того  літак створювався лише "однієї мети", у якості високошвидкісного експериментального прототипа, сподівалися, що його назва буде пов'язана з Bf 109 який був вже на озброєнні.
У 1939 рекорд швидкості Me-209 використовували у пропагандистській кампанії, в якій він отримав позначення Me 109R, з буквеним префіксом. Таке позначення ніколи не використовували для військових винищувачів Bf 109. Ця дезінформація була розроблена, щоб дати ауру непереможності Bf 109, ауру яка не розсіювалася до завершення битви за Британію.

## Вцілілий літак

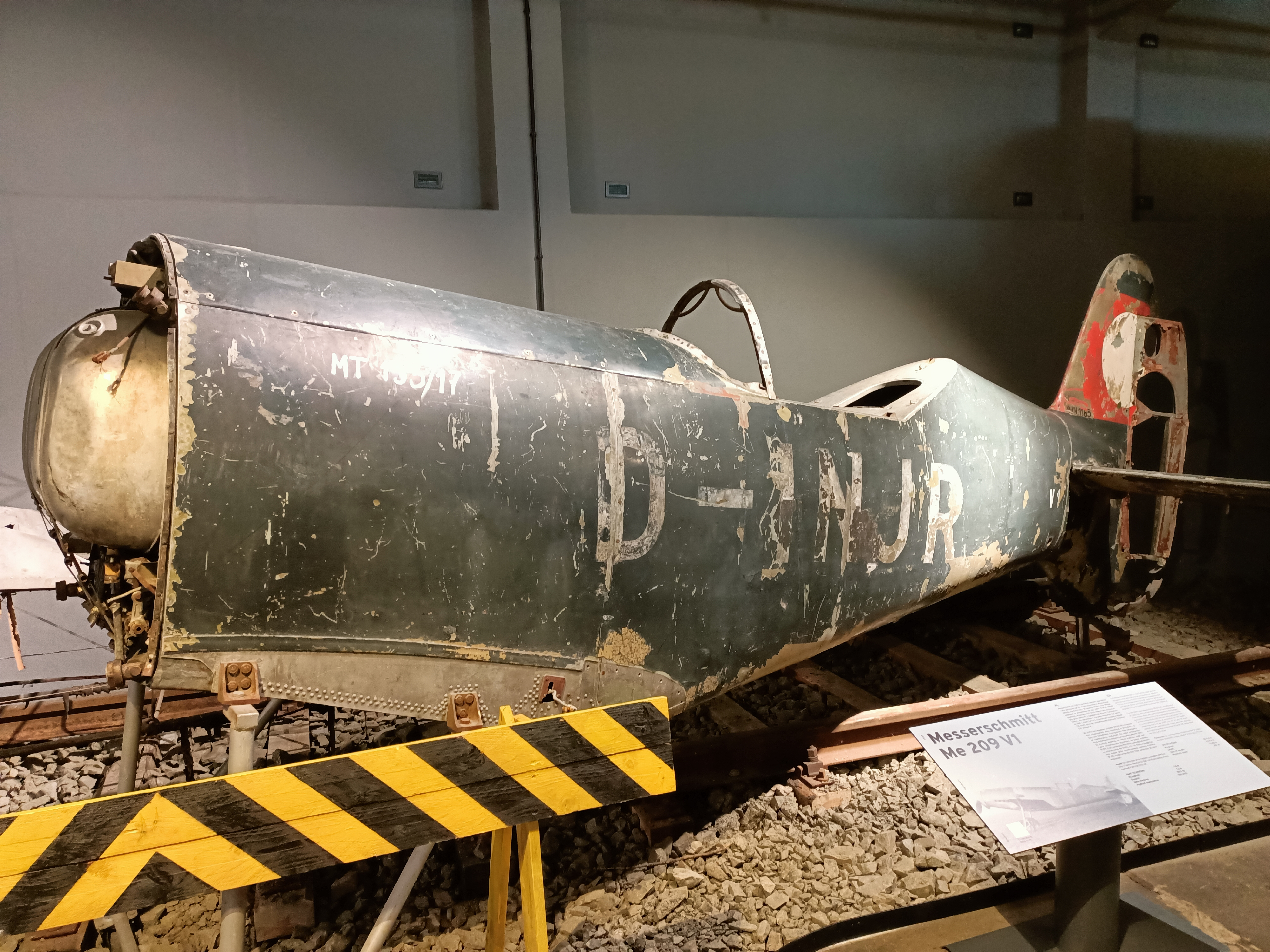
Фюзеляж Me 209 у музеї польської авіації, Краков.

Фюзеляж Me 209 V1 зараз демонструється у музеї польської авіації у Кракові. Він був частиною колекції Германа Герінга.

## Див. також

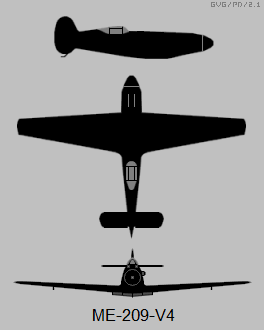
Схематичне зображення Me 209 V4 у трьох проєкціях

## Льотно-технічні характеристики
Джерело: Die Deutsche Luftrüstung 1933–1945
Основні характеристики
- Екіпаж: 1
- Довжина: 7,24 м
- Висота: 3,2 м
- Розмах крила: 7,8 м

- Силова установка: 1 × інвертований V-12 поршневий двигун з рідинним охолодженням Daimler-Benz DB 601ARJ  1775 к.с. ( 1324 кВт)

Льотні характеристики